# Нела, Хавзи
Хавзи Шабан Нела (алб. Havzi Shaban Nela; 20 февраля 1934, Коловоз — 10 августа 1988, Кукес) — албанский поэт, диссидент при коммунистическом режиме Энвера Ходжи и Рамиза Алии. Бежал в Югославию, был выдан албанским властям, почти двадцать лет провёл в заключении. При повторном аресте оказал сопротивление. Приговорён к смертной казни и повешен. Стал последним казнённым албанцем. После падения коммунистического режима причислен к Мученикам демократии.

## Учитель и поэт
Родился в бедной крестьянской семье албанских мусульман. Деревня Коловоз, его малая родина, расположена в горной местности округа Кукес. В 1944, когда Хавзи Неле было десять лет, к власти в Албании пришла компартия во главе с Энвером Ходжей.
Ещё в школе Хавзи Нела вступал в конфликты, возмущаясь социальной несправедливостью. Был исключён из шкодерского Педагогического института. Работал школьным учителем в небольших деревнях округов Мати, Хас и Кукес. Выступал против политики правящего режима — партийной диктатуры, репрессий Сигурими, насильственной коллективизации, принудительного атеизма, сноса мечетей и церквей. Хавзи Нела писал стихи в поэтической традиции Филипа Широки. Произведения Нелы характеризовались патриотической лирикой и социальным звучанием, главные темы — любовь к Албании и разоблачение властей.
Во время работы в деревне Топояни встал вопрос об аресте Нелы. Узнав об этом, Хавзи Нела и его жена Лавдие решили бежать из страны.

## Побег, выдача, заключение
26 апреля 1967 муж и жена Нела пересекли границу СФРЮ в крае Косово. На албанской стороне границы Хавзи Нела прикрепил к ветве орехового дерева лист с поэтической строкой: «Lamtumirë, atdhe i dashtun, po të la, por zemërplasun — Прощай, любимая родина, покидаю тебя убитый горем».
Югославские пограничники арестовали супругов Нела и водворили в призренскую тюрьму. Несмотря на вражду между режимами Энвера Ходжа и Иосипа Броз Тито, была достигнута договорённость об обмене. 6 мая 1967 Хавзи и Лавдие Нела были переданы албанским властям (в обмен на нескольких югославских косоваров, находившихся в Албании).
Побег за границу считался при режиме Ходжи тяжким государственным преступлением. Супруги предстали перед судом. 22 мая 1967 Хавзи Нела был приговорён к 15 годам тюрьмы, Лавдие Нела — к 10 годам (жене предлагалось снижение срока за отречение от мужа, но она категорически отказалась).
Хавзи Нела отбывал заключение в тюрьме Буррели, затем с 1970 — в тюрьме Спач, в 1975 был переведён в следственный изолятор Решена. 8 августа 1975 он был обвинён в антигосударственной деятельности, антиправительственной агитации и членстве в подпольной антикоммунистической организации. Прокуратура и следователь Шабан Дани предъявили ему выступления перед заключёнными о западной свободе и демократии, высказывания в поддержку Бекира Балуку против государственной самоизоляции, стихотворение о Хельсинкском совещании по безопасности и сотрудничеству в Европе, которое бойкотировал режим Энвера Ходжи. Поэт писал о «духе Хельсинки, рождающем надежду», о «феодальном замке жестокого тирана», который рушится под хельсинкским ветром. Задним числом Неле также предъявили участие в восстании заключённых Спача в мае 1973. Эту информацию подтвердил начальник оперативного отдела тюрьмы Спач Фейзи Личо.
На суде Хавзи Нела подтвердил, что является противником коллективизации и государственного контроля над личной жизнью албанцев. При этом он заявил, что в его высказываниях не было призывов и он не считает выражение мыслей агитацией и пропагандой. Своё участие в тюремном бунте Нела объяснил хорошими отношениями с большинством заключённых и своим авторитетом среди них. Однако он отметил, что участвовал не в восстании, а в попытке организовать переговоры с властями. Был признан виновным, срок заключения продлён на 8 лет.

## Освобождение и арест
В 1985 умер Энвер Ходжа. Преемник Рамиз Алия в полной мере сохранял основы сталинистско-ходжаистского режима, однако допускал некоторое смягчение репрессивной политики. Хавзи Нела был досрочно освобождён 19 декабря 1986 после 19 лет заключения. Проживал под полицейским надзором в деревне Аррен (округ Кукес). Хранил в доме оружие. Формально это было запрещено, однако являлось обычной практикой в горных деревнях для защиты от хищных зверей.
12 октября 1987 Хавзи Нела тайно пробрался в город Кукес к своей умирающей матери, чтобы повидать её в последний раз. Когда он вернулся в Аррен, за ним явился наряд полиции. При аресте Нела оказал сопротивление. Один из полицейских был застрелен.

## Последняя казнь
Суд Кукеса приговорил Хавзи Нелу к смертной казни. Судья Агим Ходжа особо уточнил способ исполнения приговора — повешение (хотя обычно в таких случаях применялся расстрел). Мотивируя это, судья ссылался на интересы партии и напоминал об активности враждебных элементов в округе. Суровость и публичность казни была призвана устрашить противников режима. Лавдие Нела подала апелляцию в Верховный суд НСРА. Судейская коллегия под председательством Фехми Абдиу оставила приговор в силе.
Окончательное решение оставалось за президиумом Народного собрания НСРА. Рамиз Алия, в отличие от Энвера Ходжи, старался воздерживаться от политических казней. Однако в процессе Хавзи Нелы было сделано исключение. Репутация приговорённого и его сопротивление при аресте делали показательную расправу принципиальной для власти. Утверждение смертного приговора вотировали 2 августа 1988 первый секретарь ЦК АПТ председатель Президиума Народного собрания Рамиз Алия, член Политбюро ЦК АПТ Рита Марко, заместитель министра обороны Симон Балабани, партийные секретари Фаик Чинай и Сихат Тозай, экс-министры Джафер Спахиу и Рахман Ханку, руководитель официальных профсоюзов Сотир Кочолани, депутат Стефан Кирьяко, руководительницы официальной женской организации Эмине Гури, Элени Селеница, Люмтури Реджа и Терезина Маруби, академик Петрит Гаче, скульптор Кристак Рама.
Исполнение приговоров было функцией МВД. 9 августа 1988 соответствующее указание за подписью министра внутренних дел Хекурана Исаи было направлено в окружное управление Кукеса. В два часа ночи 10 августа 1988 Хавзи Нела был казнён через повешение.
Виселица простояла в течение дня на виду у жителей Кукеса. К одежде казнённого был прикреплён плакат «Враг АПТ». В городе был фактически введён режим ЧП с повышенной концентрацией полиции и агентов Сигурими, блок-постами и постоянными проверками. Затем Нела был тайно похоронен в деревне Кольш (в вертикальном положении под фонарным столбом).
Казнь Хавзи Нелы стала последней в Албании.

## Память
Коммунистический режим в Албании был свергнут массовыми протестами в 1990—1991. Ключевая дата событий — 20 февраля 1991 — совпала с 57-летием Хавзи Нелы.
В 1993 президент Албании Сали Бериша издал указ о присвоении Хавзи Неле звания Мученик демократии. 20 августа 1993 произведено перезахоронение, на могиле установлен бюст. Именем Хавзи Нелы названа школа в Кукесе. Изданы поэтические сборники Хавзи Нелы. В стране отмечаются годовщины его казни , 25-летний юбилей был организован на официальном уровне, с участием министра культуры Висара Жити, также бывшего политзаключённого.

Поэт Хавзи Нела — это колокол, который по сей день звучит в албанском обществе. Не слышать его — значит, позволять угнетению попирать свободу Албанию.

Исмаил Кадаре

В то же время, вдова Лавдие не смогла добиться привлечения к суду ответственных за казнь её мужа. Президенты Альфред Мойсиу и Бамир Топи дважды — в 2003 и 2007 — отклонили представление муниципалитета Кукеса к посмертному награждению Хавзи Нелы орденом «Честь нации». При этом Фехми Абдиу с 1998 по 2004 являлся председателем Конституционного суда Албании и вместе с судьёй Фатмирой Ласкай, участвовавшей в отклонении апелляции, получал ведомственные награды. Такая ситуация объясняется влиянием посткоммунистической номенклатуры. В частности, сын Кристака Рамы Эди Рама с 2013 является премьер-министром Албании.